# 完顏宗憲
完顏宗憲（1108年—1166年10月8日），完顏撒改之子，完顏宗翰之弟。字吉甫，喜歡讀書，甚賢。

## 生平
宗宪三名阿懒。颁行女直字书，年十六，选入学。太宗幸学，宗宪与诸生俱谒，宗宪进止恂雅，太宗召至前，令诵所习，语音清亮，善应对。侍臣奏曰：“此左副元帅宗翰弟也。”上嗟赏久之。兼通契丹、汉字。未冠，后宗翰伐宋，汴京破，众人争府库取财物，宗宪独载图书以归。朝廷议制度礼乐，往往因仍辽旧，宗宪曰：“方今奄有辽、宋，当远引前古，因时制宜，成一代之法，何乃近取辽人制度哉。”希尹曰：“而意甚与我合。”由是器重之。 
挞懒、宗隽唱议以齐地与宋，宗宪廷争折之，当时不用其言，其后宗弼复取河南、陕西地，如宗宪策。以捕宗磐、宗隽功。授昭武大将军”修国史，累官尚书左丞。熙宗从容谓之曰：“响以河南、陕西地与宋人，卿以为不当与，今复取之，是犹用卿言也。卿识虑深远，自今以往，其尽言无隐。”宗宪拜谢，遂摄门下侍郎。 
當初熙宗以疑似杀左丞相希尹，久之，察其无罪，深闵惜之，谓宗宪曰：“希尹有大功于国，无罪而死，朕将录用其孙，如之何？”宗宪对曰：“陛下深念希尹，录用其孙，幸甚。若不先明死者无罪，生者何由得仕。”上曰：“卿言是也。”即日复希尹官爵，用其孙守道为应奉翰林文字。皇统五年（1145年），将肆赦，议覃恩止及女直人，宗宪奏曰：“莫非王臣，庆幸岂可有间邪。”遂改其文，使均被焉。转行台平章政事。天德元年（1149年），为中京留守、安武军节度使。封河内郡王。改太原尹，进封钜鹿郡王。正隆例夺王爵，再迁震武、武定军节度使。 
世宗即位，遣使召之，诏曰：“叔若能来，宜速至此，若为纥石烈志宁、白彦敬所遏，亦不烦叔忧。”宗宪闻世宗即位，先已弃官来归，与使者遇于中都，遂见上于小辽口，除中都留守，即遣赴任。诏与元帅完顏彀英同议军事。明年，改西京留守。八月，改南京。仆散忠义自行台朝京师，宗宪摄行台尚书省事。召为太子太师，上谓宗宪曰：“卿年老旧人，更事多矣，皇太子年尚少，谨训导之。”俄拜平章政，太子太师如故。下诏以《太祖实录》赐宗宪及平章政事完颜元宜、左丞纥石烈良弼、判秘书监温王完顏爽各一本。 
移剌高山奴前为宁州刺史，以贪污免，世宗以功臣子孙宗族中无显仕者，以为秘书少监。是时，母丧未除，有司奏其事，宗宪曰：“高山奴傲狠贪墨，不可致之左右。”世宗曰：“朕以其父祖有功耳，既为人如此，岂可玷职位哉。”追还制命，因顾右丞苏保衡、参政石琚曰：“此朕之过举，不可不改，卿等当尽心以辅朕也。”有司言，诸路猛安谋克，怙其世袭多扰民，请同流官，以三十月为考。诏下尚书省议，宗宪乃上议曰：“昔太祖皇帝抚定天下，誓封功臣袭猛安谋克，今若改为迁调，非太祖约。臣谓凡猛安谋克，当明核善恶，进贤退不肖，有不职者，其弟侄中更择贤者代之。”上从其议。进拜右丞相。大定六年九月癸丑日（1166年10月8日） ，完顏宗憲薨逝，當時五十九歲。世宗辍朝，悼惜者久之，下命百官致奠，赙银一千五百两、重彩五十端、绢五百匹。

## 家族
- 妾：褚红云，原為北宋莘王趙植的妾，靖康之變被俘，歸完顏宗憲為妾